# MSQL
Mini SQL of mSQL is een relationeel databasemanagementsysteem (dbms) dat door David Hughes is ontwikkeld.
Aanvankelijk schreef hij zijn systeem als een soort interface naar PostgreSQL en noemde dit miniSQL of mSQL. Uiteindelijk groeide dit uit tot de complete DBMS mSQL.
Voor kleine tot middelgrote databaseapplicaties zijn mSQL en MySQL geschikt. MySQL kan worden gezien als een belangrijke concurrent van mSQL. Het marktaandeel van MySQL is door de jaren heen enorm gegroeid en heeft dat van mSQL grotendeels verdrongen.